# Шакуров, Рашит Закирович
Рашит Закирович Шакуров (баш. Рәшит Закир улы Шәкүров; псевдоним — Рашит Шакур (баш. Рәшит Шәкүр); 11 января 1937, Новоабдрахманово, Башкирская АССР — 23 июня 2024) — башкирский учёный-тюрколог, топонимист, поэт, публицист, общественный деятель. Народный поэт Республики Башкортостан (2021). Доктор филологических наук (1998), профессор ВАК (2012), Заслуженный деятель науки Республики Башкортостан (1997), заслуженный работник культуры Башкирской АССР (1988), отличник образования Республики Башкортостан (1997), академик Международной тюркской академии (1997). Член Союза журналистов СССР (1961), член Союза писателей СССР (1978), председатель Башкирского народного центра «Урал» (1989—1991). Кавалер Ордена Салавата Юлаева (2007), высшего ордена - "За заслуги перед Республикой Башкортостан" (2020). Почётный гражданин города Уфы (2018), Стерлитамакского района РБ (2022), соавтор текста официального гимна Республики Башкортостан (2008), также является автором многих песен, в том числе текста известной песни «Башҡорт телендә һөйләшәм» (написана в 1964 г. (с доп. в 1973)  «Я говорю на башкирском языке» («Башҡорт телендә һөйләшәм»), другое название этой песни «Ерем, илем, телем»), композитор Мухаррам Салимов пишет на эти стихи музыку. В 2021 году песня получает новое дыхание: Зилия Бахтиева выпускает клип «Башҡорт телендә һөйләшәм».

## Биография
Рашит Шакур родился 11 января 1937 года в деревне Ново-Абдрахманово Альшеевского (ныне Стерлитамакского) района Башкортостана.
После окончания семилетней школы и в 1956 году Октябрьского нефтяного техникума, работал в НГДУ «Альметьевскнефть». Затем служил в армии.
В 1965 году окончил филологический факультет Башкирского государственного университета (ныне Уфимский университет науки и технологий).
В 1965—1969 годах работал сотрудником, заведующим отделом редакции газеты «Совет Башкортостаны».
В 1969—1972 годах обучался в аспирантуре Института языкознания АН СССР, в 1973 году защитил кандидатскую диссертацию «Топонимия бассейна реки Дёмы».
С 1972 года по 1993 год с перерывом являлся научным сотрудником Института истории, языка и литературы Уфимского научного центра РАН.
В 1977—1983 годах — заведующий отдела журнала «Агидель». С 1977 года литературный консультант Союза писателей республики, после стал членом его правления.
Стоял у истоков формирования башкирской энциклопедистики. Автор концепции и словника башкирской энциклопедии. Обосновал концепцию многотомной универсальной «Башкирской энциклопедии» (в последующем стала основой для семитомной башкирской энциклопедии). С мая 1991 года - руководитель  группы Башкирской советской энциклопедии, с марта 1992 года - заведующий отделом Башкирской энциклопедии ИИЯЛ БНЦ РАН. С 1993- заведующий отделом литературы, фольклора и языкознания Главной редакции Башкирской энциклопедии АН РБ. Заместитель председателя Научно-редакционного совета Главной редакции Башкирской энциклопедии Академии наук РБ.
С 1995-1998 гг. - директор Научного издательства «Башкирская энциклопедия», главный редактор краткой энциклопедии "Башкортостан", вышедшей первой среди бывших автономных республик в 1996 году (на русском языке) и в 1997 году (на башкирском языке): Башкортостан: краткая энциклопедия/Гл. ред. Р.З. Шакуров. Уфа: Научное издательство «Башкирская энциклопедия», 1996. 672 с., илл. (на русском языке) и Башҡортостан: Ҡыҫҡаса энциклопедия/ Баш мөхәррир Р.З.Шәкүров. Өфө: «Башҡорт энциклопедияһы» дәүләт ғилми нәшриәте, 1997. 696 бит, һүрәттәр менән (на башкирском языке).
в 1998 году на башкирском языке.
C марта 1998 года — заместитель главного редактора журнала «Ватандаш». В 1998 году защитил докторскую диссертацию на тему «Историко-стратиграфическое и ареальное исследование башкирской топонимии Южного Урала и Предуралья».
В 1998—2012 годах работал профессором кафедры башкирского языка Башкирского государственного педагогического университета имени М. Акмуллы. Профессор ВАК (2012).
Умер 23 июня 2024 года после продолжительной болезни в Уфе в возрасте 87 лет. Похоронен на Мусульманском кладбище в г.Уфе.

## Научная деятельность
В 1973 и 1986 годах руководил топонимической, диалектологической и археографической экспедициями, а в 1981 и 1983 годах участвовал в фольклорной экспедиции по Башкортостану, а также по Курганской области.
Составитель топонимических словарей, в том числе «Словаря топонимов Башкирской АССР» (1980). Является членом Главной редакции 6-томного издания «История башкирской литературы» («Башҡорт әҙәбиәте тарихы», 1990—1996). Автор 7 монографий по истории башкирской литературы, башкирского фольклора и топонимии Южного Урала, научно-популярных книг и брошюр. Им обоснована концепция многотомной универсальной «Башкирской энциклопедии» (1996).
Является автором более 30 книг, более 450 научных публикаций, в периодической печати опубликовано более 800 научно-публицистических статей. Научные исследования посвящены проблемам башкирского языкознания, литературоведения, фольклористики, топонимики, диалектологии.

## Творчество
Первый сборник стихов под названием «Солнце в моем сердце» («Йөрәгемдә — ҡояш») был издан в 1970 году.
Книга «Звезда поэзии» (1981) посвящена жизни и творчеству Мифтахетдина Акмуллы. В книгах «Заповедь веков» («Быуаттар аманаты», 2002), «Истоки духовности» (2009) разрабатываются многие аспекты духовной культуры Башкортостана.
В книге «Знаменитые башкиры» («Арҙаҡлы башҡорттар», 1998) были представлены очерки о жизни и творчестве башкирских государственных и общественных деятелей, писателей, учёных. А в книгу «Страна поющих журавлей» («Сыңрау торналар иле», 1996) включены очерки и статьи о башкирском фольклоре, народных музыкальных инструментах, народных певцах и музыкантах. Также профессором записаны варианты эпосов «Заятуляк и Хыухылу», «Кунгыр-буга» и других.
Является автором сборников стихов и сказов «Горы мои, степи мои» («Тауҙарым, далаларым», 1982), «Малин-городок» («Малин-ҡала», 1997), поэтического сборника «Иду сквозь века» («Заманалар юлында», 1988) и др. Поэзия вышла в восьми сборниках, стихи переведены на русский, украинский, казахский, турецкий, чувашский, болгарский, немецкий языки. Активно работает в жанре публицистики и очерка.
В соавторстве с Р. Т. Бикбаевым создал текст Государственного гимна Башкортостана. Рашит Шакуров является также автором многих популярных песен, в том числе текста известной песни «Башҡорт телендә һөйләшәм». Интересна история неофициального гимна – песни «Башҡорт телендә һөйләшәм». В 1964 г. (с доп. в 1973) Рашит Закирович Шакуров пишет стихотворение для детей «Я говорю на башкирском языке» («Башҡорт телендә һөйләшәм», другое название этой песни «Ерем, илем, телем»), композитор Мухаррам Салимов пишет на эти стихи музыку. Более пятидесяти лет эта песня исполняется в детских садах и школах, а в 2021 году получает новое дыхание. Зилия Бахтиева выпускает клип «Башҡорт телендә һөйләшәм», который мгновенно стал мегапопулярным.

## Награды и премии
- Заслуженный работник культуры Башкирской АССР (1988)
- премия имени Мифтахетдина Акмуллы (1989, первый лауреат) — за книги «Звезда поэзии» (Мифтахетдин Акмулла. Жизнь. Творчество. Мировоззрение) и «Иду сквозь века»
- премия имени Рами Гарипова (1996)
- отличник образования Республики Башкортостан (1997)
- Заслуженный деятель науки Республики Башкортостан (1997)
- медаль «За заслуги в проведении Всероссийской переписи населения» (2003)
- орден Салавата Юлаева (2007) — за высокие творческие достижения в области литературы[5]
- медаль Всемирного курултая (конгресса) башкир (2010)
- грант Российского фонда фундаментальных исследований (2011)
- общественная премия Всемирного курултая (конгресса) башкир (2011) — за выдающийся вклад в развитие материальной и духовной культуры башкирского народа
- премия имени Зайнаб Биишевой (2012)
- Государственная премия РБ имени Салавата Юлаева (2012) — за книгу «Ыласындар оса бейектә» («Соколы летают высоко»)
- Почётная грамота Государственного Собрания-Курултая Республики Башкортостан (2012)
- Памятная медаль "Воинская слава башкирского народа" в честь 200-летия победы России в Отечественной войне 1812 года (2014)
- Почётный гражданин города Уфы (2018)[6].
- Орден «За заслуги перед Республикой Башкортостан» (2020)[7].
- Народный поэт Республики Башкортостан (2021)[8]
- Почетный гражданин Стерлитамакского района (2022)[9]